# Catanduvas (Paraná)
Catanduvas is een gemeente in de Braziliaanse deelstaat Paraná. De gemeente telt 9.673 inwoners (schatting 2009).

## Aangrenzende gemeenten
De gemeente grenst aan Cascavel, Guaraniaçu, Ibema, Quedas do Iguaçu en Três Barras do Paraná.